# Incollogenius humeralis
Incollogenius humeralis es una especie de coleóptero de la familia Pyrochroidae.

## Distribución geográfica
Habita en Madagascar.